# Залучье-2
Залучье-2 — деревня в Старорусском районе Новгородской области в составе Залучского сельского поселения.

## География
Находится в южной части Новгородской области на расстоянии приблизительно 40 км на юго-восток по прямой от районного центра города Старая Русса.

## История
Была показана на карте 1942 года как поселок МТС.

## Население
Численность населения: 41 человек (русские 100%) в 2002 году, 16 в 2010.